# سندرینگهام، نورفک
سندرینگهام (به انگلیسی: Sandringham) یک روستا و محله مدنی در بریتانیا است که در King's Lynn and West Norfolk واقع شده‌است. سندرینگهام ۴۱٫۹۱ کیلومتر مربع مساحت و ۴۳۷ نفر جمعیت دارد.